# 比尔·卡尔霍恩
威廉·C·卡尔霍恩（英語：William C. Calhoun，1927年11月4日—），美国NBA联盟前职业篮球运动员。